# Nusfet Șaganai
Nusfet Șaganai (n. 10 martie 1938) este un deputat român în legislatura 1996-2000, ales în județul Constanța pe listele partidului Minorități.

## Legături externe
- Nusfet Șaganai Arhivat în 21 iunie 2024, la Wayback Machine. la cdep.ro